# Karton (tegning)
 For alternative betydninger, se Karton. (Se også artikler, som begynder med Karton)
Som karton benævnes en tegning med kridt, kul, blyant eller lignende, på stærkt papir af samme størrelse som det maleri (fresko, olie, glas, mosaik, gobelin og andet), hvortil den tjener som fortegning; tegningens linjer overføres ad mekanisk vej på fladen, konturerne gennemhulles, hullerne pudres med kulstøv, og omridsene træder da frem på den flade, der skal bemales; eller man skærer, som ofte ved freskoteknikken, figurerne ud og klæber dem på fladen, eller også kan man, efter at have anbragt karton over den flade, hvorpå den skal overføres, med et jern tegne omridsene efter, så der dannes lette fordybninger i det fugtige glattede kalklag (intonaco).
De ældre italienske malere arbejdede meget efter karton; berømte er de nu forsvundne kartoner til udsmykning af Firenzes rådhussal, udførte af Leonardo da Vinci og Michelangelo; Rafaels kartoner til vægtæpperne i Det Sixtinske Kapel, opdagede i Bryssel af Rubens; de købtes af Karl 1. af England og opbevares nu i Kensington-Museet i London.
Under freskomaleriets opblomstring i Tyskland fra 19. århundredes begyndelse blev kartoner også meget anvendte (Peter von Cornelius, Schnorr, Friedrich Overbeck etc); der blev da endog, som af Cornelius, udført kartoner ikke som hjælpemiddel til en farvet fremstilling, men som endemål.